# Oberhausen, Neuburg-Schrobenhausen
Oberhausen är en kommun och ort i Landkreis Neuburg-Schrobenhausen i Regierungsbezirk Oberbayern i förbundslandet Bayern i Tyskland.
De tidigare kommunerna Sinning och Unterhausen uppgick i Oberhausen 1 januari 1972.